# Didier Paass
Didier Paass, né le 24 juin 1982, est un footballeur international togolais.
Il a reçu une sélection en équipe du Togo depuis l'année 2006.